# Coppa del Re 1919
La Copa del Rey 1919 fu la diciannovesima edizione della Coppa del Re. Il torneo iniziò il 30 marzo e si concluse il 18 maggio 1919. La finale si svolse al Paseo Martínez Campos di Madrid in cui l'Arenas Getxo conquistò per la prima volta questa coppa ai danni del FC Barcellona. A causa di un litigio fra Bilbao e San Sebastián con conseguente frattura nella Federcalcio basca, si ebbero due diverse rappresentanti provinciali della regione.

## Partecipanti
- Biscaglia:  Arenas Getxo
- Gipuzkoa:  Real Sociedad
- Castiglia:  Racing Madrid
- Andalusia:  Siviglia
- Galizia:  Vigo Sporting
- Asturie:  Sporting Gijón
- Catalogna:  Barcellona[1]

## Quarti di finale
A causa del ritiro del CD Águilas, il Siviglia si qualificò per le semifinali
| Getxo 30 marzo 1919 | Arenas Getxo | 8 – 2 | Racing Madrid |  |

| Madrid 6 aprile 1919 | Racing Madrid | 2 – 0 | Arenas Getxo |  |

Avendo vinto una partita per parte, il Racing Madrid e l'Arenas Getxo disputarono la partita di ripetizione.
| Madrid 9 aprile 1919 | Racing Madrid | 1 – 3 | Arenas Getxo |  |

| Vigo 13 aprile 1919 | Vigo Sporting | 0 – 0 | Sporting Gijón |  |

| Gijón 20 aprile 1919 | Sporting Gijón | 0 – 0 | Vigo Sporting |  |

Avendo pareggiato entrambe le partite, lo Sporting Gijón e il Vigo Sporting disputarono la partita di ripetizione su campo neutro.
| Santander 30 aprile 1919 | Sporting Gijón | 0 – 3 | Vigo Sporting |  |

| Barcellona 13 aprile 1919 | Barcellona | 6 – 0 | Real Sociedad |  |

| San Sebastián 20 aprile 1919 | Real Sociedad | 1 – 3 | Barcellona |  |

## Semifinali
| Barcellona 27 aprile 1919 | Barcellona | 4 – 3 | Siviglia |  |

| Madrid 30 aprile 1919 | Siviglia | 0 – 3 | Barcellona |  |

| Vigo 4 maggio 1919 | Vigo Sporting | 0 – 2 | Arenas Getxo |  |

| Getxo 11 maggio 1919 | Arenas Getxo | 6 – 1 | Vigo Sporting |  |

## Finale
| Arbitro: | Julián Ruete |

|                                                  |           |                        |
| Sesúmaga 12’ 80’ 96’ Peña 116’ Ibaibarriaga 119’ | Marcatori | 38’ Viñals 55’ Lakatos |